# Porcellanopagurus edwardsi
Porcellanopagurus edwardsi is een tienpotigensoort uit de familie van de Paguridae. De wetenschappelijke naam van de soort is voor het eerst geldig gepubliceerd in 1885 door Filhol.